# Le Port-Marly
Le Port-Marly – miejscowość i gmina we Francji, w regionie Île-de-France, w departamencie Yvelines. Przez miejscowość przepływa Sekwana. 
Według danych na rok 1990 gminę zamieszkiwało 4181 osób, a gęstość zaludnienia wynosiła 2903 osób/km² (wśród 1287 gmin regionu Île-de-France Le Port-Marly plasuje się na 357. miejscu pod względem liczby ludności, natomiast pod względem powierzchni na miejscu 880.).
Na terenie gminy znajduje się Zamek Monte Christo – rezydencja francuskiego pisarza Aleksandra Dumasa (ojca), wzniesiona w 1846 według projektu Hippolyte'a Duranda w stylu eklektycznym i urządzona na wzór rezydencji tytułowego bohatera utworu Hrabia Monte Christo.